# Piotr Moss
Piotr Moss (né le 13 mai 1949 à Bydgoszcz) est un compositeur polonais de musique classique contemporaine.

## Biographie
Depuis 1981, il vit à Paris, et est depuis 1984 un citoyen français.
Moss a étudié en Pologne avec Piotr Perkowski, Grażyna Bacewicz, Krzysztof Penderecki et  à partir de la fin des années 1970 à Paris avec Nadia Boulanger.
Son important travail en tant que compositeur est caractérisé par une recherche permanente de nouveaux sons et de nouvelles  associations stylistiques  éclectiques  dans un  genre  apparenté au style d’Alfred Schnittke,,,.
En 2011, son concerto pour clarinette d'un silence... est enregistré par Jean-Marc Fessard.

## Décorations
- Officier de l'ordre des Arts et des Lettres Il est promu au grade d’officier le 10 février 2016[6].